# Wayne Siegel
Wayne Siegel (født 14. februar 1953 i Los Angeles, Californien) er en amerikansk komponist, der bor i Malling, Danmark.
Fra 1971 til 1974 studerede Siegel komposition og filosofi ved University of California, Santa Barbara. Efter tre år ved University of California besluttede han sig for at gøre sin Bachelor of Arts-grad færdig i Aarhus, hvor han studerede hos den anerkendte danske komponist Per Nørgård. I 1977 tog han kandidatgrad i komposition ved Det Jyske Musikkonservatorium.
I 1978 blev Siegel tildelt et tre-års stipendium til komposition fra Statens Kunstråd og arbejdede i de følgende år som freelance-komponist.
Efter to år som administrerende direktør for Vestjysk Symfoniorkester og det tilknyttede kammerensemble, Esbjergensemblet blev han i 1986 udnævnt til direktør for Dansk Institut for Elektronisk Musik (DIEM) i Aarhus. I 1994 ledte han den 19. "International Computer Music Conference" (ICMC) i Aarhus. Fra 1996 - 1998 var han leder af de to musikudvalg under Statens Kunstråd. I 2003 blev DIEM en del af Det Kongelige Danske Musikkonservatorium i Aarhus, og Siegel blev udnævnt til professor i elektronisk musik.
Siegels arbejde udviser indflydelse fra minimalismen (især det puls-baserede arbejde af Steve Reich), ligesom fra folkemusik, blues og rockmusik, som Frank Zappa.
Hans værker er blevet opført af Kronos Kvartetten, Evelyn Glennie, Harry Sparnaay, Singcircle og Safri Duo.
Blandt hans værker kan hans ambitiøse opera Livstegn fremhæves, med libretto skrevet af hans kone Elisabeth Siegel. Værket er skrevet til fire sangere, ni musikere og et antal computere, der styrer musik, computergrafik og livevideo.